# Nissaga Burés
La nissaga Burés és una família d'origen manresà dedicada principalment a la indústria tèxtil, que va iniciar les seves activitats a Sant Joan de Vilatorrada el 1862 i van continuar activa fins a la liquidació de la societat el 1992, cinc generacions més tard.

## Orígens

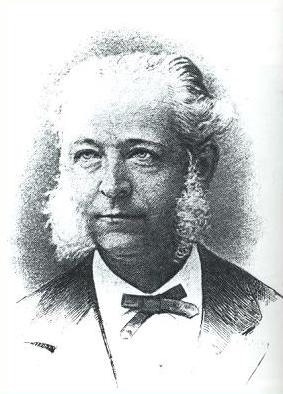
Esteve Burés i Arderius, la segona generació de la nissaga, i gran impulsor de la fàbrica de Castellbell i el Vilar. (Dibuix de 1880 fet pels fotògrafs Napoleon)

Els Burés els trobem de molt antic establerts a la ciutat de Manresa, seguint de pares a fills l'ofici de fusters. A començaments del segle xix, Esteve Burés, exercia l'ofici de fuster a l'obrador de la casa que tenien al carrer de les Piques-plaçeta d'en Creus (Manresa). Casat amb Marianna Balet, tingué diversos fills. L'hereu fou Francesc Burés i Balet, que el 1831 es casa amb la filla d'un mestre de cases anomenat Pere Arderiu. Encara que la principal activitat era la de fuster, aviat començà a actuar com empresari d'obres.
El matrimoni Burés-Arderiu va tenir quatre fills:
- Esteve, casat amb Ramona Borràs i Pons, filla d'Oleguer Borràs, soci del seu pare. El matrimoni va residir a la casa dels Burés, al carrer de les Piques de Manresa.
- Francesc, casat amb Marina Quer i Vallcendrera.[1]
- Ignàsia, casada amb Frederic Oms.
- Maria, esposa d'Antoni Salvadó i Safont.

Esteve, com a fill hereu, compartí amb el pare les tasques de l'empresa de construcció, però la inquietud per aconseguir un lloc cada vegada més important entre l'emergent burgesia manresana feu que Francesc, el patriarca, es posés d'acord amb el seu veí i amic Oleguer Borràs i Castelltort, per a entrar al sector tèxtil de cotó, que en aquells temps començava a perfilar-se com una activitat mercantil de futur.

## La primera fàbrica
El 1860 Francesc Burés i Balet bastí a Sant Joan de Vilatorrada la que era anomenada fàbrica d'en Burés o del Mig, on aprofitava la força hidràulica del Cardener. Abans, el 1853, associat amb Oleguer Borràs i Argemí i Gallifa havien construït una presa d'aigua comú per a tres fàbriques: Gallifa, Burés i Borràs, amb uns recs distribuïdors a les respectives turbines.
Sota la direcció de Francesc Burés es formà una societat en què participaven els seus fills i que prengué el nom de "Francisco Burés i Compañía" amb un capital social de 178.000 rals, disposava de setze telers, 1.500 fusos i tenia 36 treballadors.
Quan morí Francesc Burés i Balet van continuar dirigint la fàbrica els seus fills, els germans Esteve i Francesc Burés i Arderiu, però aquest últim morí aviat. El 24 de novembre de 1869 es reformà la societat on Esteve Burés incorporà les seves germanes Ignàsia i Carme. El capital social d'aquesta nova societat, inclosa la maquinària, els mobles i d'altres efectes, era de 54.000 escuts.

## La fàbrica de Castellbell i el Vilar

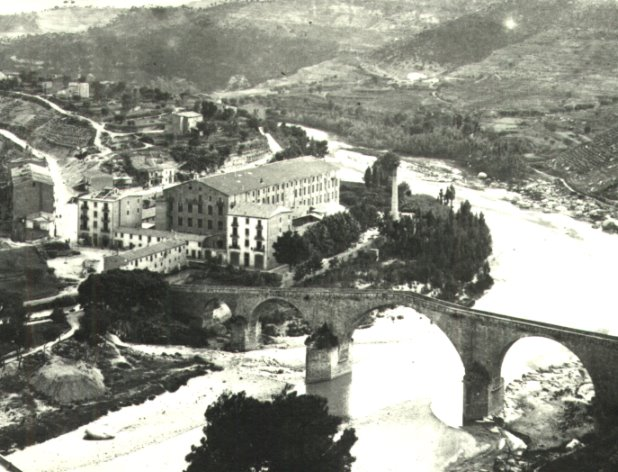
La fàbrica Burés de Castellbell i el Vilar, davant del Pont Vell (1910)

Esteve Burés es va casar amb Ramona Borràs i Pons, filla d'Oleguer Borràs que havia estat soci del seu pare a Sant Joan de Vilatorrada. Seguint les passes del seu cunyat, Ignasi Borràs i Pons que continuava el negoci del seu pare, es decidí a construir una gran fàbrica a Castellbell i el Vilar, per la qual cosa la fàbrica de Sant Joan continuà sota la direcció molt més directa dels altres socis.
Per a fer la fàbrica de Casteller, Esteve Burés va adquirir una peça de terra al marquès de Castellbell, Joaquim Carcer i Amat, just al peu del Pont Vell. El 4 de novembre de 1871 el governador aprovava l'autorització, perquè Esteve Burés pogués utilitzar les aigües del riu com a força motriu de la fàbrica que pensava construir. En virtut d'aquesta autorització, s'obligava a donar al mateix marqués una quantitat d'aigua del canal, suficient per donar moviment a un molí fariner de dues moles.
El 29 d'abril de 1872 fou signat el conveni, segons el qual el marquès cedia a Esteve Burés un tros de terra erma de forma triangular d'una extensió d'una quartera de sembrat pel preu de 750 pessetes, per poder edificar una fàbrica de filats i teixits. El marqués també cedia en plena propietat un altre tros de terra erma de dues quarteres i quatre quartans i mig pel preu de 1800 pessetes, per tal que pogués passar pel mig d'aquestes terres un canal.
Les primeres obres que es realitzaren, són l'obertura d'un canal d'uns cinc-cents metres i una presa provisional, feta amb grans taulons de roure.
Com que la zona estava al mig d'alzinars i separada de la població varen construir habitatges per als obrers, creant una de les tres colònies de la població: Burés, Borràs i Bauma, dels germans Dalmau i Tolrà. A la vegada es va construir una casa de planta i pis, davant del lloc on s'havien de fer les fàbriques. Els baixos s'habiliten com a cantina, i al pis superior s'hi instal·la un modest pis per a Esteve Burés. El mes de gener de 1874 s'acaba la primera meitat de la fàbrica que donava al Pont Vell. Aleshores és arrendada a la firma Hijos de M. Puig, fabricants del Pla de Barcelona. Començà a funcionar el dia 1 de març de 1874. Tot seguit es construeix la segona part de la fàbrica que havia d'ocupar Esteve Burés.
L'aiguat del 1907 va inundar aquesta fàbrica com moltes altres del Cardener. El 1911 seguint el model de colònia, es van construir al costat de la fàbrica un grup de casetes formant un carrer que servirien d'estada als treballadors de la fàbrica (actual carrer Burés).
A banda de les cases també es va aixecar una carnisseria, barberia i sala de ball.
El 1922 tenia 30 treballadors: 25 dones i 5 homes i constava com a propietari Jaume Campmajor.
L'any 1957 es declara un gran incendi a les golfes de la fàbrica. El foc és controlat després d'una nit de feina gràcies a l'ajuda del grup d'incendis de la fàbrica veïna de can Borràs. L'any següent, 1958, la fàbrica és adquirida per un empresari sabadellenc, Pere Riba i Doménech. Era l'origen de l'actual Auxiliar Tèxtil Riba, que va tenir el seu primer emplaçament en aquesta fàbrica fins que el 1965 es va traslladar a uns nous terrenys que va adquirir.

## Tercera generació

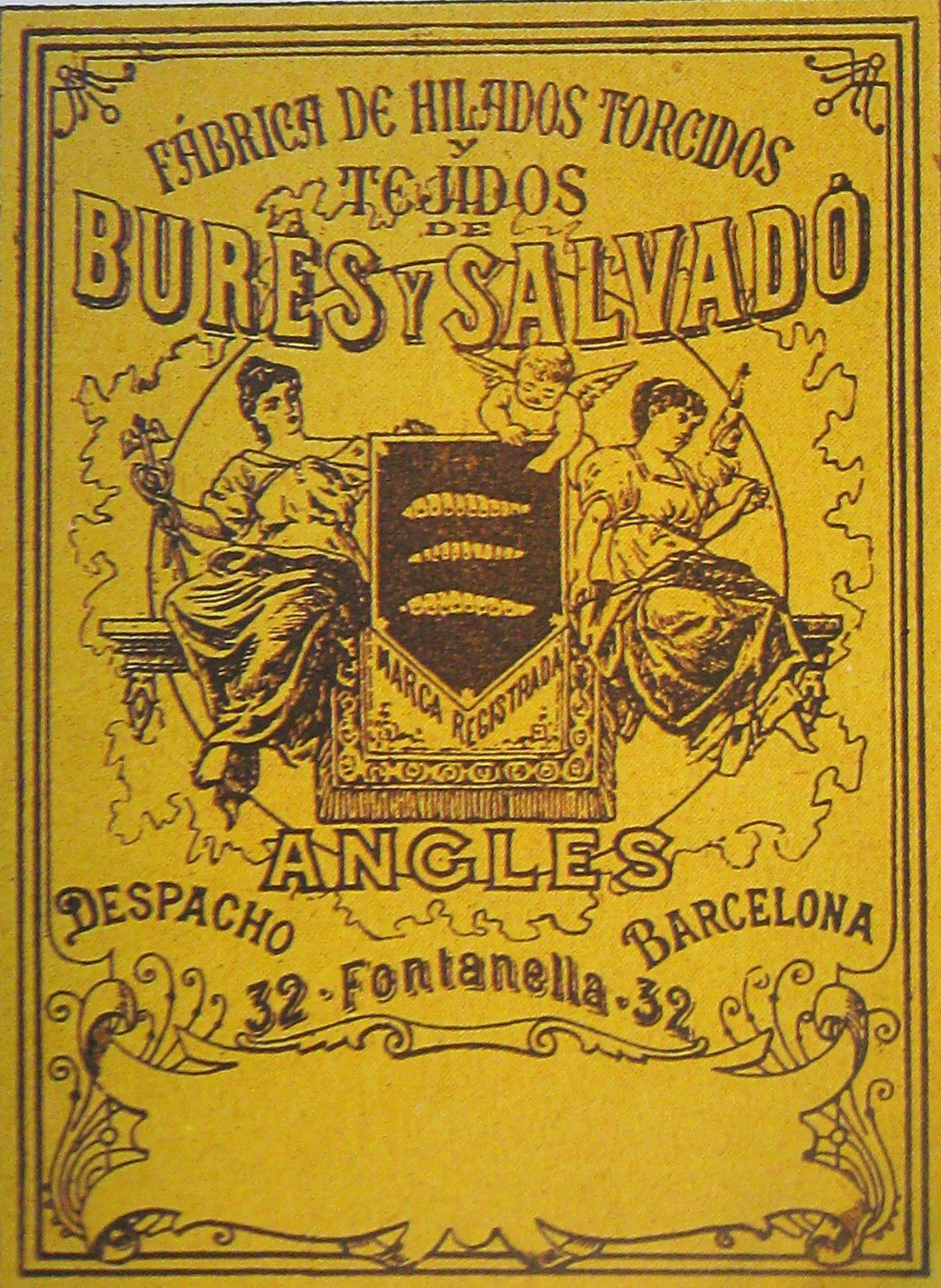
Publicitat de la Burés i Salvadó

El matrimoni d'Esteve Burés i Ramona Borràs va tenir dos fills: Francesc Burés i Borràs i la seva germana Antònia.
L'any 1875, la societat canvia de denominació i passa a anomenar-se "Germans Burés". Esteve Burés i Arderiu continuà al centre fabril de la colònia Burés fins a la seva mort l'any 1893. Fou enterrat al cementiri de Castellbell al panteó familiar.
El 1895 es creà la raó social "Burés i Salvadó", formada pel fill d'Esteve, en Francesc Burés i Borràs i els seus oncles, amb oficina al carrer Fontanella.

## La fàbrica d'Anglès

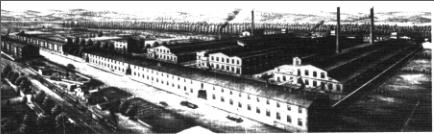
La fàbrica Burés a Anglès (la Selva) al 1905

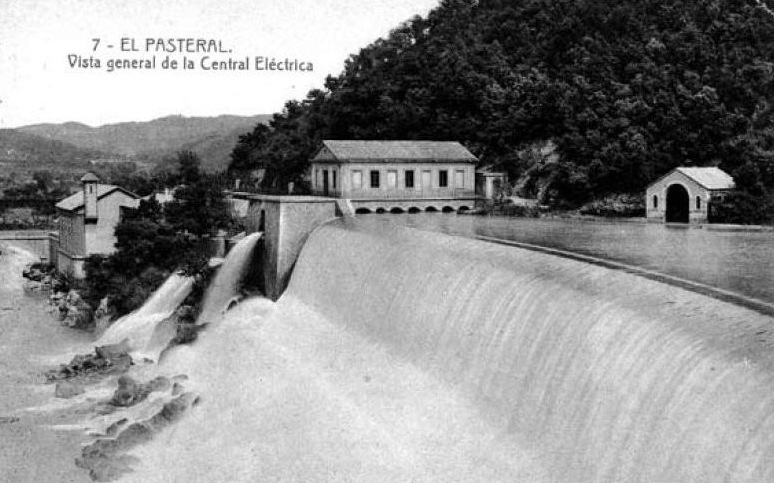
Pantà del Pasteral, cap al 1905

La societat "Burés i Salvadó" construí una nova fàbrica de filats i teixits de cotó a la conca del Ter, prop d'Anglès (la Selva). A la llarga, aquella indústria, coneguda com a Indústries Burés, canviaria radicalment la vida de la població i es convertí a finals del segle en la més important del grup.
L'any 1885 varen encarregar el projecte d'una presa al Pasteral dins el terme municipal de La Cellera de Ter per a subministrar electricitat a la fàbrica d'Anglès. Es tracta d'una obra força important amb 154 metres de llargada, 20 m d'alçada i un gruix que vsa dels 20 m. a la base fins als 4 a la part alta. La central va entrar en funcionament l'any 1905, amb una potència inicial de 1600 cavalls de vapor, suficient per a arribar a donar corrent elèctric a les poblacions de la Cellera, Anglès, Estanyol, Salt, Cassà de la Selva, Llagostera, Palafrugell, la Bisbal d'Empordà, Palamós, Calonge i Sant Feliu de Guíxols.
La fàbrica d'Anglès es va començar amb una sola nau. La Burés, que els primers anys comptava amb 250 treballadors va aportar l'electricitat a la vila. De fet, per celebrar la inauguració el 13 de novembre de 1887, s'instal·la l'enllumenat públic a la plaça de l'ajuntament i es considera que Anglès va ser el primer poble de Catalunya a tenir-ne. El 1890 es construeix la segona nau i la tercera el 1902. En aquest moment de màxima activitat, la fàbrica compta amb 800 treballadors que suporten condicions laborals deplorables. Per pal·liar aquesta situació, es varen construir habitatges per als obrers.
La família disposà d'una residència just davant de la fàbrica d'Anglès, anomenada "Vila Eulàlia", el nom de l'esposa de Francesc Burés. Es tracta d'una casa modernista de 700 m². en dues plantes d'autor desconegut, tot i que sembla que Rafael Masó hi va fer alguna intervenció.
- Vista exterior de la fàbrica (2008)
- Colònia cases de treballadors
- Interior d'una nau amb un petit museu.
- Vila Eulàlia, residència dels Burés a Anglès

## Burgesia i Modernisme

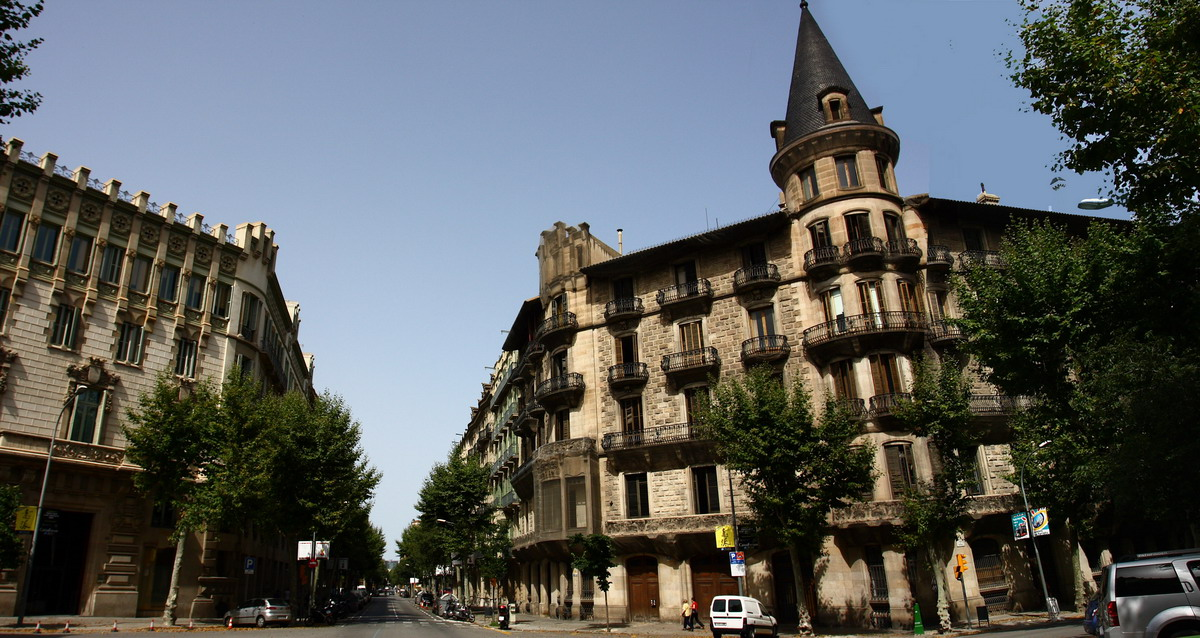
Casa Burés als carrers Girona i Ausias March de Barcelona

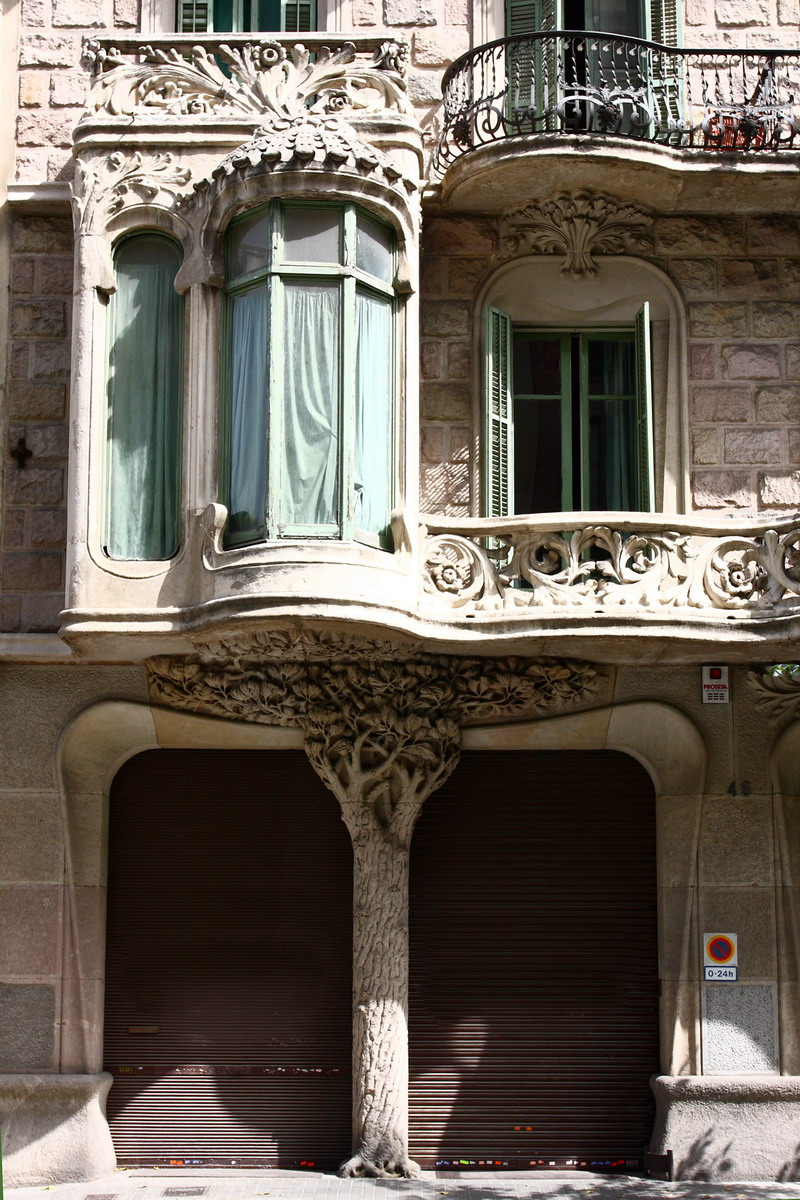
Casa Antonia Burés

Francesc Burés estava casat amb Eulàlia Regordosa i Soldevila, coneguda com a "Doña Li", provenia de la família de cotoners del Pont de Vilomara "Regordosa Germans". El matrimoni va tenir dos fills: Francesc i Àngels Burés i Regordosa.
La família, en una situació econòmica que els situava a la classe burgesa emergent del canvi de segle, va decidir traslladar la seva residència a Barcelona. El 1900 va encarregar a l'arquitecte modernista Francesc Berenguer i Mestres, la construcció de la Casa Burés per tal d'ubicar la seu social del negoci, a més del seu habitatge particular. Influït pels corrents del moment, modernisme, influències germàniques, wagnerisme, etc. encarregà l'execució de l'obra als millors artesans de l'època i decorà part dels salons amb pintures al·legòriques als contes dels germans Grimm i d'òperes de Wagner.

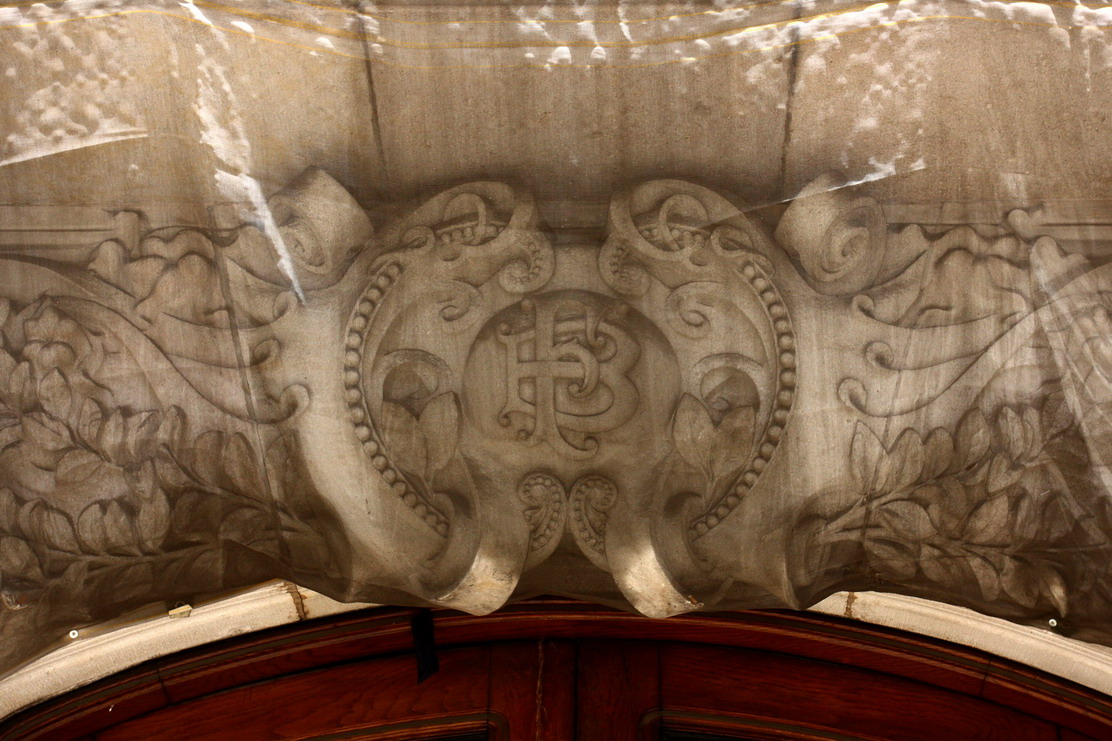
Inicials a la llinda

L'any 1905 es dissolgué la societat "Burés i Salvadó" i Francesc Burés restà com a únic titular de l'empresa sota la denominació de "Filatures Burés". A la llinda de la Casa Burés, acabada de construir el 1905, hi figuren les inicials "FB", aplicable tant a la denominació social com al seu propietari.
Molt a prop, al mateix carrer Ausias March 46, hi ha la casa Antònia Burés. Es tracta d'un edifici propietat de la seva germana construït en un solar que el mateix Francesc Burés havia obtingut en una subhasta de la desamortització en 1863. Antonia Burés estava casada amb l'industrial tèxtil Llogarri Torrens i Serra i residien a Manresa a la casa Torrents, coneguda com "la Buresa".
N'Antònia Burés va tenir un paper especial a la història de la gestió de l'aigua de Catalunya per haver estat la primera persona a denunciar "la impurificació de les aigües" del riu Cardener en una denúncia contra les Minas de Potasa de Suria SA, l'any 1926. Posteriorment, més grups agrícoles i industrials s'hi van sumar a aquesta denúncia contra la contaminació dels rius Cardener i Llobregat. En la dècada dels 1930, Aigües de Barcelona també va pressionar al govern per controlar les efluents de les mines per tal d'evitar la contaminació de la principal font d'aigua potable de la ciutat de Barcelona.
Francesc Burés i Borràs va morir el 1907 i la societat tornà a canviar de nom pel de "Vídua i Fills de Francesc Burés", que es dissolgué el 1920, i Francesc Burés i Regordosa en prengué el relleu. El negoci es va concentrar a la fàbrica de Castellbell i la d'Anglès i varen vendre l'originaria de Sant Joan de Vilatorrada a Jaume Campmajor.
Durant la guerra civil, es fabricava material bèl·lic per als republicans.
L'any 1940 es constituí com a societat anònima amb el nom d'"Industrias Burés SA". Francesc Burés n'era el president i com a gerent va anomenar al seu nebot Josep Maria Juncadella i Burés, fill de la seva germana Àngels i el seu marit Josep Maria Juncadella, també de família dedicada al tèxtil.
Francesc Burés i Regordosa va morir el 28 de novembre de 1946 i Josep Maria Juncadella i Burés, casat amb l'escriptora Mercedes Salisachs va ser el darrer representant familiar a la societat.

## El desenvolupament dels anys 60
El període en què els Juncadella estan al front de la fàbrica es caracteritza per un fort creixement, arribant a tenir 1125 treballadors el 1958. La Burés fou un poder fàctic amb poder decisori per a controlar la instal·lació de competidors a la zona. Es va generar riquesa, llocs de treball i es comptava amb una marca puntera, El Burrito Blanco. Però es va descuidar la modernització i la competència internacional que estava creixent.
El 1982 Indústries Burés comença a tenir problemes econòmics i s'acull a un pla de reconversió industrial amb la supressió de 98 llocs de treball.
Un segon pla de reconversió tecnològica el 1990 deixa fora a 217 treballadors. La Burés tenia en aquells moments un deute de 2.000 milions de pessetes (12 Milions de €).

## La Burés sense els Burés
En plena crisi, el grup KIO liderat a Espanya per Javier de la Rosa presentà un pla de reflotament, adquireix el 51% de les accions i deixa fora a Josep Maria Juncadella i Burés. En només dos anys, el deute arriba a 13.000 milions de pessetes (78 Milions de €). El 1990 KIO fusionà la Indústries Burés amb altra empresa del grup, Successora de J. Coma i Cros de Salt. La crisi no es recupera, KIO anuncia que es vol desvincular i els treballadors i els municipis de Salt i Anglès protagonitzen manifestacions a Barcelona i davant de la seu del grup Torras-KIO.
Josep Maria Juncadella i Burés va passar a ser el president del consell d'administració de l'asseguradora Catalana Occidente i va morir el 30 d'octubre de 1993. El seu fill Josep Maria Juncadella i Salisachs va continuar litigant contra Javier de la Rosa.
El setembre de 1992 es presenta suspensió de pagaments. La direcció és assumida per un administrador judicial que redueix part del deute i presentà un pla que divideix la societat en tres empreses diferents: Coma Cros, Filatures Burés i Buretex. Aguanten la forta competència una dècada més i Filatures Burés acabaria tancant definitivament el setembre de 2002 quan comptava només amb 98 treballadors. Buretex, que centrava la seva activitat a la fàbrica d'Anglès, va fer una nova suspensió de pagaments entre el 2002 i el 2006 i va tancar definitivament el juny de 2008.

## El Burrito Blanco
La coneguda marca de llençols el Burrito Blanco va ser, durant molts anys, el producte estel·lar de la Burés.
Amb la crisi financera de 1992, l'explotació de la marca és cedida a les Indústries Murtra SA (IMSA), de Barcelona, que comercialitzà els productes fabricats per la Burés i la Coma Cros. Aquesta fou una mesura del pla de viabilitat impulsat per l'interventor judicial per a protegir el prestigi de la marca i determinava que IMSA comercialitzaria els productes durant quatre anys.

## Evolució de la plantilla[18]
| Període              | Treballadors |
| -------------------- | ------------ |
| 1890-1905            | 250          |
| 1907-1920            | 820          |
| 1933-1936            | 880          |
| 1958                 | 1.125        |
| 1990                 | 660          |
| 1991                 | 295          |
| 1995 Buretex         | 110          |
| 1995 Filatures Burés | 110          |
| 2002 Buretex         | 130          |
| 2002 Filatures Burés | 98           |
| 2004 Buretex         | 106          |
| 2008 Buretex         | 74           |